# Stier (Beursplein, Amsterdam)
De Stier is een kunstwerk op het Beursplein in Amsterdam-Centrum.
De beeltenis van een stier is afkomstig van de kunstenaar Arturo di Modica. Hij zette het begin juli 2012 zonder aankondiging of vergunning neer op het Beursplein te Amsterdam. Het gevaarte weegt rond de 2500 kilogram en moest de financiële wereld, die zich toen in een crisis bevond er figuurlijk weer bovenop helpen. De kunstenaar lichtte daarbij toe dat de stier aanvalt met de kop naar beneden en na de aanval zijn slachtoffer opwerpt, uiteindelijk een weergave van de gedachte dat het weer opwaarts zou gaan in de financiële markten.
Het zonder vergunning plaatsen van kunst in de openbare ruimte is verboden en de gemeente Amsterdam, in dit geval Stadsdeel Centrum ondernam direct actie. De kunstenaar had een ongelukkig tijdstip gekozen voor zijn actie. Vlak na zijn plaatsing wilde de gemeente festiviteiten op het plein houden, zodat het beeld direct in de weg stond. De stier werd daarop verplaatst naar de zijkant van het plein. Er werd overleg gepleegd met het Amsterdams Fonds voor de Kunsten; uiteindelijk bleef de stier staan, ook toen het Beursplein in 2017/2018 opnieuw ingericht werd. De Amsterdamse stier is een ietwat kleinere kopie van Charging Bull in New York. Van beide beelden zijn replica’s in de handel met de maten 24 bij 20 bij 42 cm met een gewicht van 4,5 kilogram.
Later in 2012 dreigde de stier uit het straatbeeld te verdwijnen. De kunstenaar had het beeld aan derden verkocht, de koper had bepaald dat de stier wel in het straatbeeld zichtbaar moest blijven, maar kwam na een aanbetaling niet met het resterende bedrag over de brug, omdat de kunstenaar de overeenkomst niet (geheel) was nagekomen. De zaak kwam voor de rechter, die bepaalde dat de koper het resterende bedrag alsnog moest betalen. Het beeld bleef daarbij op genoemd plein staan.